# Житлово-комунальне господарство Вінницької області

## Житловий фонд
Згідно з даними статистичного бюлетеня Державного комітету статистики України «Житловий фонд України у 2008 році»:
Житловий фонд України становить 10,2 млн будинків, загальною площею 1066,6 млн м², з якого у комунальній власності знаходиться – 238,2 тис. будинків (2,3% всього житлового фонду країни), загальною площею 67,5 млн кв.м.
Житловий фонд Вінницької області – 568,0 тис. будинків (5,6% всього житлового фонду України), загальною площею 43,7 млн м², з якого у комунальній власності – 3,8 тис. будинків (1,6% житлового фонду комунальної власності країни та 0,7% області), загальною площею 1,4 млн м².
У Вінницькій області до категорії ветхих та аварійних віднесено  4,1 тис. житлових будинків області (0,72 % всіх житлових будинків області) загальною площею 213,3 тис. м²., де постійно проживають 2,7 тис. мешканців.
У Вінницькій області на 01.04.2010 діє 284 об’єднання співвласників багатоквартирних будинків (ОСББ), що становить 16,2% від кількості будинків (1757 будинків 5 поверхів і вище), де може бути створено ОСББ, 13 приватних підприємств з утримання житлових будинків і прибудинкових територій.

### Ліфтове господарство
Ліфтове господарство Вінницької області налічує 1378 ліфтів з них диспетчеризовані – 355 одиниць, що становить 25,8 % від загальної кількості ліфтів,. Кількість ліфтів, які мають термін експлуатації 25 і більше років в загальній їх кількості становить 19,7% і становить 272 ліфта. Кількість ліфтів, які не працюють з різних причин - 5 ліфтів, що становить 0,4% від загальної кількості. З них, не працюють: до року – 5 одиниць.

## Водопостачання
Централізованим водопостачанням забезпечено усі 17 міст області, 23 селища міського типу, або 79,3% загальної кількості (29) та 60 сільських населених пунктів, або 4,1% (1466).
Технічний стан
Загальна протяжність водопровідних мереж становить 4035,7 км, з яких в аварійному та ветхому стані знаходяться 1234,0 км, або 30,6% при середньому показнику в Україні 37,1%.
В області експлуатується понад 180 одиниць артезіанських свердловин.
Загальна потужність водопровідних очисних споруд становить 221,5 тис. м³ на добу. 
Середньодобова подача питної води – 198,4 тис. куб. м/добу. 
Через  зношеність  і  незадовільний  стан  водопровідні мережі  (з  яких  32,4% відпрацювали свій термін експлуатації, а з них 15,1% мають аварійний стан і потребують негайної  заміни) мають  завищені витоки, що призводить до перевитрат електроенергії, підтопленню та заболочуванню територій, що призводить до вторинного забруднення питної води. 
У населених пунктах області (міста Жмеринка, Іллінці,  Ямпіль, Гайсин, Липовець, Могилів-Подільський, та у смт. Томашпіль, ) якість питної води не відповідає вимогам ГОСТу 2874-82 “Вода питьевая” за вмістом загальної жорсткості, хлоридів, сухим залишком, залізом та іншими показниками.
Водоспоживання на одну людину в цілому в області склало 110 л на добу (м. Вінниця – 311 л/добу) при середньому в Україні – 260 л/добу). 
Централізоване питне водопостачання здійснюється на 20% за рахунок використання підземних джерел та 80% – поверхневих вод.

## Водовідведення
Централізованим водовідведенням забезпечено усі міста (17), 14 селищ міського типу, або 48,3% загальної кількості (29) та 3 сільські населені пункти, або 0,2% (1466).
Загальна протяжність каналізаційних мереж становить 1116,4 км, з яких в аварійному та ветхому стані знаходяться 198,3 км, або 17,8% при середньому в країні 34,8%. 
8,7% каналізаційних мереж відносяться до аварійних, з них 2,5% припадають на колектори великого діаметра, які забезпечують каналізування цілих масивів. Через незадовільний стан вони являють собою загрозу навколишньому середовищу і річці Південний Буг, як джерелу водопостачання. 
Дві  третини  встановлених на насосних  станціях  водопостачання  і  водовідведення  насосних  агрегатів  великої  потужності  відпрацювали  свої  терміни  експлуатації та підлягають заміни.

## Благоустрій
Загальна протяжність вулично-дорожньої мережі в Вінницької області становить 2,2 тис. км, з якої 1,8 тис. км має тверде покриття проїзної частини, що становить 82% від загальної протяжності та з удосконаленим покриттям – 0,9 тис. км (41%). 
Протяжність вулиць, обладнаних закритою дощовою каналізацією, яка є одним з основних показників рівня інженерного облаштування  - 0,06 тис. км, що становить 2,7% від загальної протяжності.
Протяжність тротуарів та пішохідних доріжок з твердим покриттям становить 0,9 тис. км, що становить 41 % від загальної протяжності.
1,1 тис. км вулиць і доріг, або 50% від загальної протяжності мають штучне освітлення.
На міських та селищних вулицях і дорогах експлуатується 35 автомобільних мості протяжністю 1,4 км та 20 пішохідних мостів (2 км). 
Із загальної кількості автомобільних мостів 9 споруд мають обмежену несучу спроможність, або знаходяться в аварійному стані, що становить 26% від загальної кількості. 
Протягом 2009 року всього робіт з розвитку, ремонту та утримання вулично-дорожньої мережі було виконано на суму більш як 49 млн грн.

## Побутові відходи
Однією  з  суттєвих  екологічних  проблем  в  області  залишається  утилізація твердих побутових відходів. 
Комунальними підприємствами області (в містах та селищах міського типу) обслуговуються  35 полігонів  для  складування  твердих побутових  відходів,  загальна площа яких становить 128,3 га, де щорічно утворюється 579,0 тис. м3  відходів, в тому числі в м.Вінниця – 333,5 тис. м3.  
Нагальною проблемою  залишається накопичення сміття впродовж тривалого часу, що   проводиться за межами проектних відміток без проведення  ізоляційних робіт  і в результаті становить загрозу викиду токсичного фільтрату та забрудненню річки Південний Буг. 
Для вирішення даної проблеми необхідно виготовити проектно-кошторисну документацію на будівництво 6 полігонів в населених пунктах: Чернівці, Чечельник, Піщанка, Томашпіль, Липовець, Хмільник.

## Міський електротранспорт
Міський електротранспорт Вінницької області представлений комунальним підприємством «Вінницька транспортна компанія», яке забезпечує більше половини усіх загальноміських перевезень, в т. ч. 58 відсотків пасажирів, які згідно з чинним законодавством користуються правом на пільговий проїзд у міському електротранспорті (у Україні 61 відсоток). 
Загальна протяжність трамвайних та тролейбусних ліній підприємства становить 126,8 км, кількість трамвайних та тролейбусних маршрутів – 19.
Інвентарний парк трамвайних вагонів та тролейбусів налічує 245 одиниць, з яких 96 відсотків вичерпали нормативний термін експлуатації і потребують оновлення (в Україні - 85 відсотків). Коефіцієнт випуску рухомого складу на лінію становить 69 відсотків (в Україні - 57 відсотків).